# ۱۱۵۵ (میلادی)
۱۱۵۵ (میلادی) هزار و صد و پنجاه و پنجمین سال تقویم میلادی است.

## زادگان
- ۲۸ فوریه - هنری پادشاه جوان، پسر هنری دوم انگلستان

## درگذشتگان
‎